# Урультун (река)
Урультун — река на северо-западе Магаданской области, правый приток Омулёвки (бассейн Колымы). Длина — 130 км, площадь водосбора 1680 км².
Берёт начало на западных склонах безымянной горы к северо-востоку от озера Момонтай на высоте более 944 м над уровнем моря. Протекает по гористой местности в южных отрогах хребта Черского. В верхнем течении протекает через озеро Урультун. В долине реки Урультун имеется большое число озёр, разделенных высокими крутыми увалами, покрытыми низкорослыми беломошными лиственничниками. Направление течения последовательно меняется с южного на восточное и северное. На реке многочисленные наледи. Впадает в Омулёвку на 293-м км от устья, на высоте 604 м на уровнем моря.
Крупнейший приток (левый, длина 48 км) — река Уочат. Другие значительные притоки: Стрелка (левый), Ованджа (Оунчан) (правый), Амынджа (правый) и Змейка (левый).